# Santana (Bahia)
Santana – miasto i gmina w Brazylii, w stanie Bahia. Znajduje się w mezoregionie Extremo Oeste Baiano i mikroregionie Santa Maria da Vitória.